# Crailsheim Merlins
O Crailsheim Merlins GmbH é um clube de basquetebol masculino com sede em Crailsheim, Alemanha que atualmente disputa a 2.Bundesliga ProA, correspondente a primeira segunda germânica. O clube manda seus jogos na Arena Hohenlohe com capacidade para 3.000 espectadores. O equipe faz parte do clube multi esportivo TSV Crailsheim.

## Histórico de Temporadas
| Temporada | Nível | Liga | Pos. | Resultado         |
| --------- | ----- | ---- | ---- | ----------------- |
| 2009–10   | 2     | ProA | 6    | –                 |
| 2010–11   | 2     | ProA | 6    | –                 |
| 2011–12   | 2     | ProA | 4    | Semifinalista     |
| 2012–13   | 2     | ProA | 11   | –                 |
| 2013–14   | 2     | ProA | 2    | Finalista         |
| 2014–15   | 1     | BBL  | 18   | Rebaixado         |
| 2015–16   | 1     | BBL  | 18   | Rebaixado         |
| 2016–17   | 2     | ProA | 2    | Quartas de Finais |
| 2017-18   | 2     | ProA | 2    | Promovido         |
| 2018-19   | 1     | BBL  | 16   |                   |
| 2019-20   | 1     | BBL  | 3    |                   |
| 2020-21   | 1     | BBL  | 5    | Quartas de Finais |
| 2021-22   | 1     | BBL  | 9    |                   |
| 2022-23   | 1     | BBL  | 13   |                   |
| 2023-24   | 1     | BBL  | 17   | Rebaixado         |
| 2024-25   | 2     | ProA |      |                   |

## Ligações Externas
- Crailsheim Merlins no X
- Crailsheim Merlins no Instagram
- Crailsheim Merlins no Facebook
- Crailsheim Merlins no TikTok
- Crailsheim Merlins no LinkedIn
- Canal de Crailsheim Merlins no YouTube